# Tipsport Superliga 2018/2019
Tipsport Superliga 2018/2019 byla 26. ročníkem nejvyšší mužské florbalové soutěže v Česku.
Základní část soutěže hrálo 14 týmů dvakrát každý s každým. Do play-off postoupilo prvních osm týmů. Poslední čtyři týmy hrály play-down o sestup.
Vítězem ročníku se posedmé stal tým 1. SC TEMPISH Vítkovice po porážce vítěze předchozího ročníku, týmu Technology Florbal MB, v superfinále. Vítkovice získaly v tomto ročníku titul i v Extralize žen ve finále konaném na stejném místě stejný den. Bylo to teprve potřetí, co se jednomu oddílu podařilo získat v jednom roce titul v play-off v mužské i ženské nejvyšší soutěži, a vždy to zatím byly Vítkovice, v sezónách 1999/2000 a 2013/2014. Na třetím místě skončil tým ACEMA Sparta Praha. Byl to nejlepší výsledek týmu od druhého místa v sezóně 2000/2001.
V této sezóně byl poprvé udělen Prezidentský pohár pro vítěze základní části sezóny. Prvním držitelem se stal Technology Florbal MB.
Nováčkem v této sezóně byl tým TJ Sokol Královské Vinohrady, který se po dvou letech vrátil do Superligy po vítězství v 1. lize v minulém ročníku.
Po prohře v play-down sestoupil po dvou sezónách v Superlize do 1. ligy tým TJ Znojmo LAUFEN CZ. Byl v následující sezóně nahrazen vítězem tohoto ročníku 1. ligy, týmem Black Angels, který do Superligy postoupil poprvé. Dále po 24 sezónách v Superlize sestoupil tým Bulldogs Brno po prohře v baráži s poraženým finalistou 1. ligy, týmem FBŠ Hummel Hattrick Brno, který také postoupil poprvé.
Jiří Curney překonal s 85 body v základní části o 12 bodů dva roky starý rekord Patrika Dóži (v té době se ale hrálo o čtyři zápasy méně) a dorovnal historický rekord Milana Fridricha 156 kanadských bodů v play-off. Jan Natov překonal 49 góly střelecký rekord Radka Suchého ze sezóny 1996/1997.

## Základní část
V základní části se všechny týmy dvakrát utkaly každý s každým. Po skončení základní části postoupilo prvních 8 týmů do play-off. Poslední čtyři týmy základní části (11. až 14. místo) se spolu utkaly v play-down.
| Poř. | Tým                           | Z  | V  | VP | PP | P  | VG  | OG  | B  |
| ---- | ----------------------------- | -- | -- | -- | -- | -- | --- | --- | -- |
| 1.   | Technology Florbal MB         | 26 | 19 | 3  | 0  | 4  | 205 | 98  | 63 |
| 2.   | ACEMA Sparta Praha            | 26 | 20 | 0  | 3  | 3  | 160 | 98  | 63 |
| 3.   | FAT PIPE Florbal Chodov       | 26 | 18 | 3  | 1  | 4  | 191 | 110 | 61 |
| 4.   | 1. SC TEMPISH Vítkovice       | 26 | 18 | 2  | 2  | 4  | 177 | 107 | 60 |
| 5.   | Tatran Teka Střešovice        | 26 | 13 | 2  | 2  | 9  | 153 | 117 | 45 |
| 6.   | FBC ČPP Bystroň Group Ostrava | 26 | 11 | 2  | 2  | 11 | 136 | 128 | 39 |
| 7.   | Hu-Fa Panthers Otrokovice     | 26 | 10 | 3  | 2  | 11 | 122 | 120 | 38 |
| 8.   | FbŠ Bohemians                 | 26 | 10 | 0  | 5  | 11 | 145 | 143 | 35 |
| 9.   | FBC Liberec                   | 26 | 10 | 2  | 1  | 13 | 135 | 157 | 35 |
| 10.  | FBC 4CLEAN Česká Lípa         | 26 | 6  | 3  | 3  | 14 | 136 | 164 | 27 |
| 11.  | TJ Sokol Královské Vinohrady  | 26 | 7  | 2  | 1  | 16 | 112 | 169 | 26 |
| 12.  | Bulldogs Brno                 | 26 | 6  | 0  | 2  | 18 | 94  | 179 | 20 |
| 13.  | Sokol Pardubice               | 26 | 4  | 3  | 2  | 17 | 109 | 176 | 20 |
| 14.  | TJ Znojmo LAUFEN CZ           | 26 | 3  | 2  | 1  | 20 | 114 | 223 | 14 |

## Play-off
První tři týmy si postupně zvolily soupeře pro čtvrtfinále z druhé čtveřice. Čtvrtfinále se hrálo od 2. do 15. března 2019.
Nejlépe umístěný tým v základní části z postupujících do semifinále (Technology Florbal MB) si zvolil soupeře (FAT PIPE Florbal Chodov) ze dvou nejhůře umístěných postupující týmů. Semifinále se hrálo od 23. do 31. března 2019.
Obě série proběhly v nejkratším možném čase (4 : 0).
Čtvrtfinále i semifinále se hrály na čtyři vítězné zápasy.
O mistru Superligy rozhodl jeden zápas tzv. superfinále 14. dubna 2018 v Ostravar Aréně v Ostravě. Zápas sledovalo 8 546 diváků.

### Pavouk
|  | Čtvrtfinále (na zápasy)       | Čtvrtfinále (na zápasy) |                       |   | Semifinále (na zápasy) | Semifinále (na zápasy) |  |  | Superfinále (skóre) | Superfinále (skóre) |
|  |                               |                         |                       |   |                        |                        |  |  |                     |                     |
|  |                               |                         |                       |   |                        |                        |  |  |                     |                     |
|  | Technology Florbal MB         | 4                       |                       |   |                        |                        |  |  |                     |                     |
|  | Technology Florbal MB         | 4                       |                       |   |                        |                        |  |  |                     |                     |
|  | Hu-Fa Panthers Otrokovice     | 0                       |                       |   |                        |                        |  |  |                     |                     |
|  | Hu-Fa Panthers Otrokovice     | 0                       | Technology Florbal MB | 4 |                        |                        |  |  |                     |                     |
|  |                               |                         | Technology Florbal MB | 4 |                        |                        |  |  |                     |                     |
|  |                               | FAT PIPE Florbal Chodov | 0                     |   |                        |                        |  |  |                     |                     |
|  | FAT PIPE Florbal Chodov       | FAT PIPE Florbal Chodov | 0                     | 4 |                        |                        |  |  |                     |                     |
|  | FAT PIPE Florbal Chodov       |                         |                       | 4 |                        |                        |  |  |                     |                     |
|  | FBC ČPP Bystroň Group Ostrava | 2                       |                       |   |                        |                        |  |  |                     |                     |
|  | FBC ČPP Bystroň Group Ostrava | 2                       | Technology Florbal MB | 3 |                        |                        |  |  |                     |                     |
|  |                               |                         | Technology Florbal MB | 3 |                        |                        |  |  |                     |                     |
|  |                               | 1. SC TEMPISH Vítkovice | 4                     |   |                        |                        |  |  |                     |                     |
|  | ACEMA Sparta Praha            | 1. SC TEMPISH Vítkovice | 4                     | 4 |                        |                        |  |  |                     |                     |
|  | ACEMA Sparta Praha            |                         |                       | 4 |                        |                        |  |  |                     |                     |
|  | FbŠ Bohemians                 | 1                       |                       |   |                        |                        |  |  |                     |                     |
|  | FbŠ Bohemians                 | 1                       | ACEMA Sparta Praha    | 0 |                        |                        |  |  |                     |                     |
|  |                               |                         | ACEMA Sparta Praha    | 0 |                        |                        |  |  |                     |                     |
|  |                               | 1. SC TEMPISH Vítkovice | 4                     |   |                        |                        |  |  |                     |                     |
|  | 1. SC TEMPISH Vítkovice       | 1. SC TEMPISH Vítkovice | 4                     | 4 |                        |                        |  |  |                     |                     |
|  | 1. SC TEMPISH Vítkovice       |                         |                       | 4 |                        |                        |  |  |                     |                     |
|  | Tatran Teka Střešovice        | 1                       |                       |   |                        |                        |  |  |                     |                     |
|  | Tatran Teka Střešovice        | 1                       |                       |   |                        |                        |  |  |                     |                     |

### Čtvrtfinále
Technology Florbal MB – Hu-Fa Panthers Otrokovice 4 : 0 na zápasy – Zpráva
- 12. 3. 2019 19:30, Boleslav – Otrokovice 5 : 21 (1:1, 2:1, 2:0)
- 13. 3. 2019 17:00, Boleslav – Otrokovice 6 : 31 (1:1, 3:0, 2:2)
- 19. 3. 2019 18:00, Otrokovice – Boleslav 5 : 71 (2:4, 1:1, 2:2)
- 10. 3. 2019 18:00, Otrokovice – Boleslav 3 : 10 (0:1, 2:6, 1:3)

ACEMA Sparta Praha – FbŠ Bohemians 4 : 1 na zápasy – Zpráva
- 13. 3. 2019 17:00, Sparta – Bohemians 5 : 4 pn (0:1, 1:1, 3:2, 0:0, 1:0)
- 15. 3. 2019 18:45, Sparta – Bohemians 5 : 1 (2:1, 3.0, 0:0)
- 19. 3. 2019 18:00, Bohemians – Sparta 5 : 4 (2:3, 2:0, 1:1)
- 10. 3. 2019 18:00, Bohemians – Sparta 4 : 6 (1.3, 2:1, 1:2)
- 13. 3. 2019 18:30, Sparta – Bohemians 5 : 4 pn (2:2, 1:0, 1:2, 0:0, 1:0)

FAT PIPE Florbal Chodov – FBC ČPP Bystroň Group Ostrava 4 : 2 na zápasy – Zpráva
- 12. 3. 2019 19:30, Chodov – Ostrava 4 : 3 (0:1, 3:1, 1:1)
- 13. 3. 2019 17:00, Chodov – Ostrava 2 : 3 pn (1:0, 1:0, 0:2, 0:0, 0:1)
- 19. 3. 2019 18:30, Ostrava – Chodov 4 : 3 pn (2:1, 1:1, 0:1, 0:0, 1:0)
- 10. 3. 2019 17:00, Ostrava – Chodov 5 : 6 p (1.2, 1:2, 3:1, 0:1)
- 13. 3. 2019 18:30, Chodov – Ostrava 4 : 2 (1:1, 1:0, 2:1)
- 15. 3. 2019 18:00, Ostrava – Chodov 4 : 8 (0:2, 2:1, 2:5)

1. SC TEMPISH Vítkovice – Tatran Teka Střešovice 4 : 1 na zápasy – Zpráva
- 12. 3. 2019 19:00, Vítkovice – Tatran 8 : 3 (1:0, 2:1, 5:2)
- 13. 3. 2019 18:00, Vítkovice – Tatran 5 : 2 (0:1, 2:0, 3:1)
- 19. 3. 2019 19:00, Tatran – Vítkovice 5 : 4 (2:3, 2:0, 1:1)
- 10. 3. 2019 18:00, Tatran – Vítkovice 0 : 6 (0:2, 0:0, 0:4)
- 12. 3. 2019 18:00, Vítkovice – Tatran 6 : 4 (2:1, 1:0, 3:3)

### Semifinále
Technology Florbal MB – FAT PIPE Florbal Chodov 4 : 0 na zápasy – Zpráva
- 23. 3. 2019 19:30, Boleslav – Chodov 6 : 3 (2:1, 3:2, 1:0)
- 24. 3. 2019 20:15, Boleslav – Chodov 4 : 2 (2:1, 1:1, 1:0)
- 30. 3. 2019 19:00, Chodov – Boleslav 3 : 5 (2:0, 1:2, 0:3)
- 31. 3. 2019 20:15, Chodov – Boleslav 3 : 5 (1:1, 0:1, 2:3)

ACEMA Sparta Praha – 1. SC TEMPISH Vítkovice 0 : 4 na zápasy – Zpráva
- 23. 3. 2019 17:00, Sparta – Vítkovice 2 : 5 (0:1, 1:1, 1:3)
- 24. 3. 2019 17:00, Sparta – Vítkovice 2 : 5 (0:0, 2:3, 0:2)
- 30. 3. 2019 14:10, Vítkovice – Sparta 4 : 3 p (0:1, 1:1, 1:3, 1:0)
- 31. 3. 2019 18:00, Vítkovice – Sparta 7 : 1 (1:0, 2.0, 4:1)

### Finále
14. 4. 2019 16:30, Technology Florbal MB – 1. SC TEMPISH Vítkovice 3 : 4 (0:1, 0:0, 3:3) – Zpráva

## Play-down
Play-down se hrálo od 9. března do 13. dubna 2019. První kolo play-down hrály 11. s 14. a 12. s 13. týmem po základní části. Vítězové z prvního kola zůstali v Superlize, poražení hráli druhé kolo.
Tým TJ Znojmo LAUFEN CZ, který prohrál druhé kolo play-down, byl v další sezóně nahrazen vítězem tohoto ročníku 1. ligy, týmem Black Angels. Vítěz druhého kola play-down, tým Bulldogs Brno, také sestoupil, po prohře v baráži s poraženým finalistou 1. ligy, týmem FBŠ Hummel Hattrick Brno.

### Pavouk
|  | 1. kolo (na zápasy)          | 1. kolo (na zápasy) |               |   | 2. kolo (na zápasy) | 2. kolo (na zápasy) |
|  |                              |                     |               |   |                     |                     |
|  |                              |                     |               |   |                     |                     |
|  | Bulldogs Brno                | 0                   |               |   |                     |                     |
|  | Bulldogs Brno                | 0                   |               |   |                     |                     |
|  | Sokol Pardubice              | 4                   |               |   |                     |                     |
|  | Sokol Pardubice              | 4                   | Bulldogs Brno | 4 |                     |                     |
|  |                              |                     | Bulldogs Brno | 4 |                     |                     |
|  |                              | TJ Znojmo LAUFEN CZ | 3             |   |                     |                     |
|  | TJ Sokol Královské Vinohrady | TJ Znojmo LAUFEN CZ | 3             | 4 |                     |                     |
|  | TJ Sokol Královské Vinohrady |                     |               | 4 |                     |                     |
|  | TJ Znojmo LAUFEN CZ          | 3                   |               |   |                     |                     |

### 1. kolo
TJ Sokol Královské Vinohrady – TJ Znojmo LAUFEN CZ 4 : 3 na zápasy – Zpráva
- 19. 3. 2019 17:30, Vinohrady – Znojmo 13 : 4 p (2:1, 1:2, 0:0, 0:1)
- 10. 3. 2019 18:00, Vinohrady – Znojmo 11 : 6 (4:2, 3:2, 4:2)
- 16. 3. 2019 18:00, Znojmo – Vinohrady 14 : 5 (1:1, 2:3, 1:1)
- 17. 3. 2019 17:00, Znojmo – Vinohrady 18 : 2 (0:0, 3:1, 5:1)
- 19. 3. 2019 19:30, Vinohrady – Znojmo 10 : 4 (6:1, 1:2, 3:1)
- 21. 3. 2019 20:00, Znojmo – Vinohrady 16 : 4 (1:0, 3:2, 2:2)
- 23. 3. 2019 17:00, Vinohrady – Znojmo 13 : 1 (0:0, 1:1, 2:0)

Bulldogs Brno – Sokol Pardubice 0 : 4 na zápasy – Zpráva
- 19. 3. 2019 17:00, Bulldogs – Pardubice 4 : 7 (2:4, 0:0, 2.3)
- 10. 3. 2019 17:00, Bulldogs – Pardubice 2 : 3 (0:0, 0:2, 2:1)
- 16. 3. 2019 17:00, Pardubice – Bulldogs 5 : 4 (2:2, 0:2, 3:0)
- 17. 3. 2019 17:00, Pardubice – Bulldogs 3 : 2 pn (0:0, 2:1, 0:1, 0:0, 1:0)

### 2. kolo
Bulldogs Brno – TJ Znojmo LAUFEN CZ 4 : 3 na zápasy – Zpráva
- 30. 3. 2019 17:00, Bulldogs – Znojmo 16 : 4 (2.2, 3:2, 1:0)
- 31. 3. 2019 18:00, Bulldogs – Znojmo 12 : 3 p (1:1, 1:0, 0:1, 0:1)
- 16. 4. 2019 18:00, Znojmo – Bulldogs 16 : 7 (0:2, 3:3, 3:2)
- 17. 4. 2019 17:00, Znojmo – Bulldogs 14 : 5 (3:1, 0:2, 1:2)
- 19. 4. 2019 20:00, Bulldogs – Znojmo 12 : 4 (1:0, 1:3, 0:1)
- 11. 4. 2019 20:00, Znojmo – Bulldogs 16 : 5 (3:3, 2:0, 1:2)
- 13. 4. 2019 17:00, Bulldogs – Znojmo 10 : 5 (2:0, 6:2, 2:3)

### Baráž
Bulldogs Brno – FBŠ Hummel Hattrick Brno 1 : 3 na zápasy – Zpráva
- 20. 4. 2019 19:00, Bulldogs – Hattrick 3 : 4 (1:0, 1:2, 1:2)
- 21. 4. 2019 17:00, Bulldogs – Hattrick 3 : 4 (0:0, 1:2, 2:2)
- 27. 4. 2019 18:00, Hattrick – Bulldogs 2 : 3 (0:3, 1:0, 1:0)
- 28. 4. 2019 18:00, Hattrick – Bulldogs 8 : 3 (2:0, 3:1, 3:2)

## Konečné pořadí
| Pořadí           | Tým                           |
| ---------------- | ----------------------------- |
| Zlatá medaile    | 1. SC TEMPISH Vítkovice       |
| Stříbrná medaile | Technology Florbal MB         |
| Bronzová medaile | ACEMA Sparta Praha            |
| 4.               | FAT PIPE Florbal Chodov       |
| 5.               | Tatran Teka Střešovice        |
| 6.               | FBC ČPP Bystroň Group Ostrava |
| 7.               | Hu-Fa Panthers Otrokovice     |
| 8.               | FbŠ Bohemians                 |
| 9.               | FBC Liberec                   |
| 10.              | FBC 4CLEAN Česká Lípa         |
| 11.              | TJ Sokol Královské Vinohrady  |
| 12.              | Sokol Pardubice               |
| 13.              | Bulldogs Brno                 |
| 14.              | TJ Znojmo LAUFEN CZ           |

## Nejužitečnější hráči
Nejužitečnějšími hráči Superligy byli zvoleni:
1. Jiří Curney (Technology Florbal MB)
2. Jan Natov (Technology Florbal MB)
3. Adam Delong (1. SC TEMPISH Vítkovice)